# ライラとマジュヌーン
『ライラとマジュヌーン』（アラビア語：ليلى ومجنون, Laylā wa Majnūn, ライラー・ワ・マジュヌーン、「ライラーとマジュヌーン」の意）はアラブで生まれ中東他で愛好されてきた古典的悲恋物語。

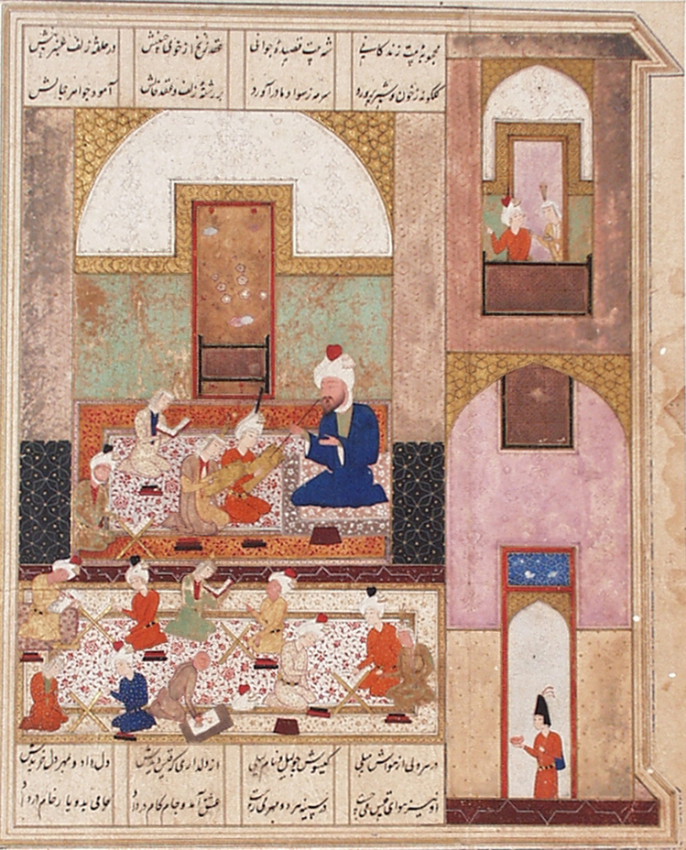
学び舎で過ごすライラーとカイスたち（16世紀、イラン）

海外では東洋版『ロミオとジュリエット』と評される作品で、アラブやペルシアなどの数多くの詩人に詠まれ、実らない悲恋の代名詞ともされてきた。

## ニザーミー版
元々はアラブ遊牧民のいとこ同士が思い合う相手と結婚できずに終わるという悲恋物語だったが、ニザーミーによる詩では部族重鎮の家に生まれたライラー（ライラ）に学舎で出会ったカイスが全身全霊で恋い焦がれ、引き裂かれた後に狂人（マジュヌーン）となりライラーの墓の前で嘆き悲しみ絶命するという劇的な展開となっている。

荒野で動物らと生活し痩せ細ったカイスとライラーとの邂逅（西暦1600年前後、ムガル絵画）

ニザーミー版におけるカイスの狂おしいまでの思慕、荒野での隠遁・放浪生活、恋い焦がれた末の死といった様子は単なる悲恋物語の枠にとどまらず、イスラーム神秘主義的な唯一神アッラーへの強烈な渇望との関連性が考察されている。

## アラブ版

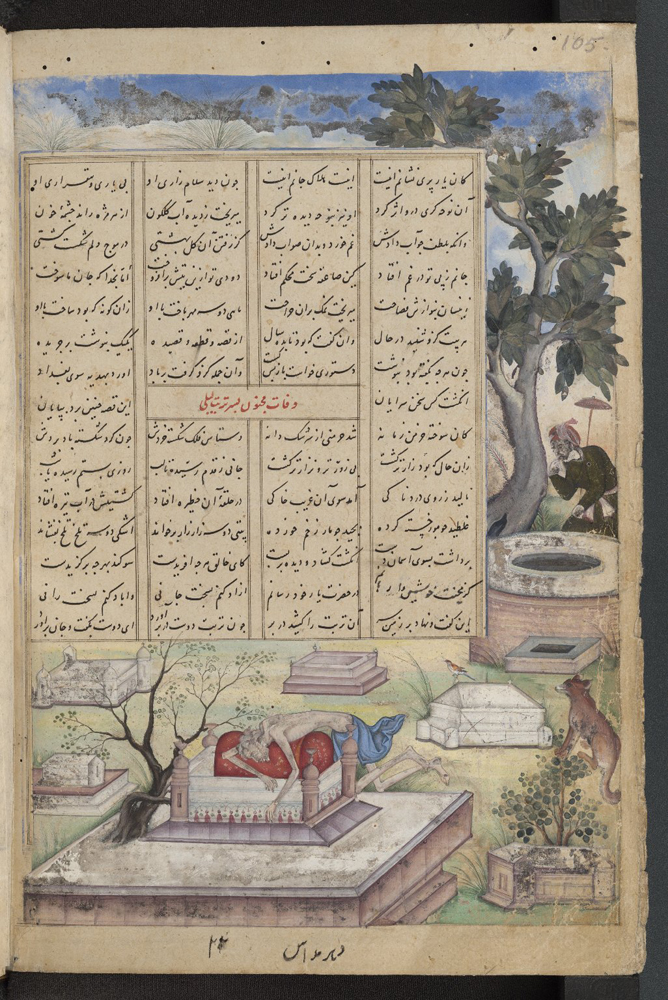
ライラーの墓を抱いたまま絶命したカイス（16世紀後半、ムガル絵画）

### 名称
アラブ諸国では以下のようないくつかの名称で知られている。
『マジュヌーン・ライラー』（アラビア語：مجنون ليلى, Majnūn Laylā, 「ライラーのマジュヌーン、ライラーを狂おしく愛した男」の意）
『ライラー・ワ・カイス』（アラビア語：ليلى وقيس, Laylā wa Qays, 「ライラーとカイス」の意）
『カイス・ワ・ライラー』（アラビア語：قيس وليلى, Qays wa Laylā, 「カイスとライラー」の意）

### 概要
アラブ世界で流布してきたこの物語はイスラーム初期に誕生した恋愛詩・恋愛文学が元になっており、日本でも広く知られているニザーミー版におけるアレンジとは各所で異なっている。
同じ部族のいとこ同士だったカイスとライラー（*ライラのアラビア語発音）は互いの父親が兄弟という間柄だった。ごく近しい親族ということで共に育ち家畜の放牧などを通じて恋心を抱くが、当時のアラブ部族社会では恋の噂は醜聞であり愛し合っているからといって結婚を認めることは許されなかった。
カイスとライラーの相思相愛が周囲に知られたことでライラーの父（カイスの父方おじ）が娘とカイスとのいとこ婚を拒否。カイスはライラーとの婚資を調達し結婚の申込みをするが夢は叶わず、醜聞にさらされたライラーは父親らの意向を汲み取る形で別の男性との縁談を受け入れカイスへの愛情を持ったまま結婚する。（別の筋書きでは父親らが彼らの父、つまりはカイスとライラーの祖父からの遺産相続で揉めたことが原因ともされる。）
カイスは発狂自体はしなかったもののいとこライラーに対する狂おしいまでの思慕から「マジュヌーン・ライラー」（ライラーを狂おしいまでに愛した男）という別名で呼ばれるに至った。カイスは愛する女性への想いを託した詩を作りながらさまよい歩き親族が手配し置いていった食事を口にしながら暮らしていたというがやがて消息が途絶えてしまい、身内による捜索の末荒野で行き倒れ石が転がる枯れ川（ワーディー）にて亡くなっているのが見つかったなどとされている。
ニザーミー版のようにライラーの墓前で亡くなり後にその骨が見つかったという結末にはなっておらず、亡くなって間もない時に亡骸が発見され親族らに連れ帰られ、遺体の清め・死装束装着・墓地への埋葬が行われたと記されるなどしている。
またライラーがカイスの前に死去したというストーリーになっていることもあればそうでないものもあり、彼女の死去の時期や経緯についてはあまり明確にされていない。

## 海外作品への影響
アメリカの作曲家アラン・ホヴァネスの交響曲第24番『マジュヌーン』は、この物語を題材としている。また、「デレク・アンド・ザ・ドミノス」時代のエリック・クラプトンが発表した「いとしのレイラ」はこの作品から着想したものと言われている。

## 日本語訳
- 日本語訳 -『ライラとマジュヌーン アラブの恋物語』（岡田恵美子訳、平凡社東洋文庫、1981年）